# فرانک بدجنس و تونی بی‌مخ
فرانک بدجنس و تونی بی‌مخ (انگلیسی: Mean Frank and Crazy Tony) با نام اصلی یا خدا، عجب الهه‌ای هستی تو! (ایتالیایی: Dio, sei proprio un padreterno!) یک فیلم جنایی کمدی به کارگردانی میکله لوپو و با بازی لی وان کلیف است که در سال ۱۹۷۳ منتشر شد.
این فیلم در ایران با عنوان گانگسترهای زبل پخش شد.

## بازیگران
- لی وان کلیف
- تونی لو بیانکو
- ادویژ فنش
- ژان روشفور
- فائوستو توتسی
- سیلوانو ترانکوئیلی
- کلودیو گورا
- نلو پاتزافینی
- رابرت هاندار
- رنتسو مارینیانو
- اشتفن زاخاریاس